# Escuelas Públicas de Greenwich

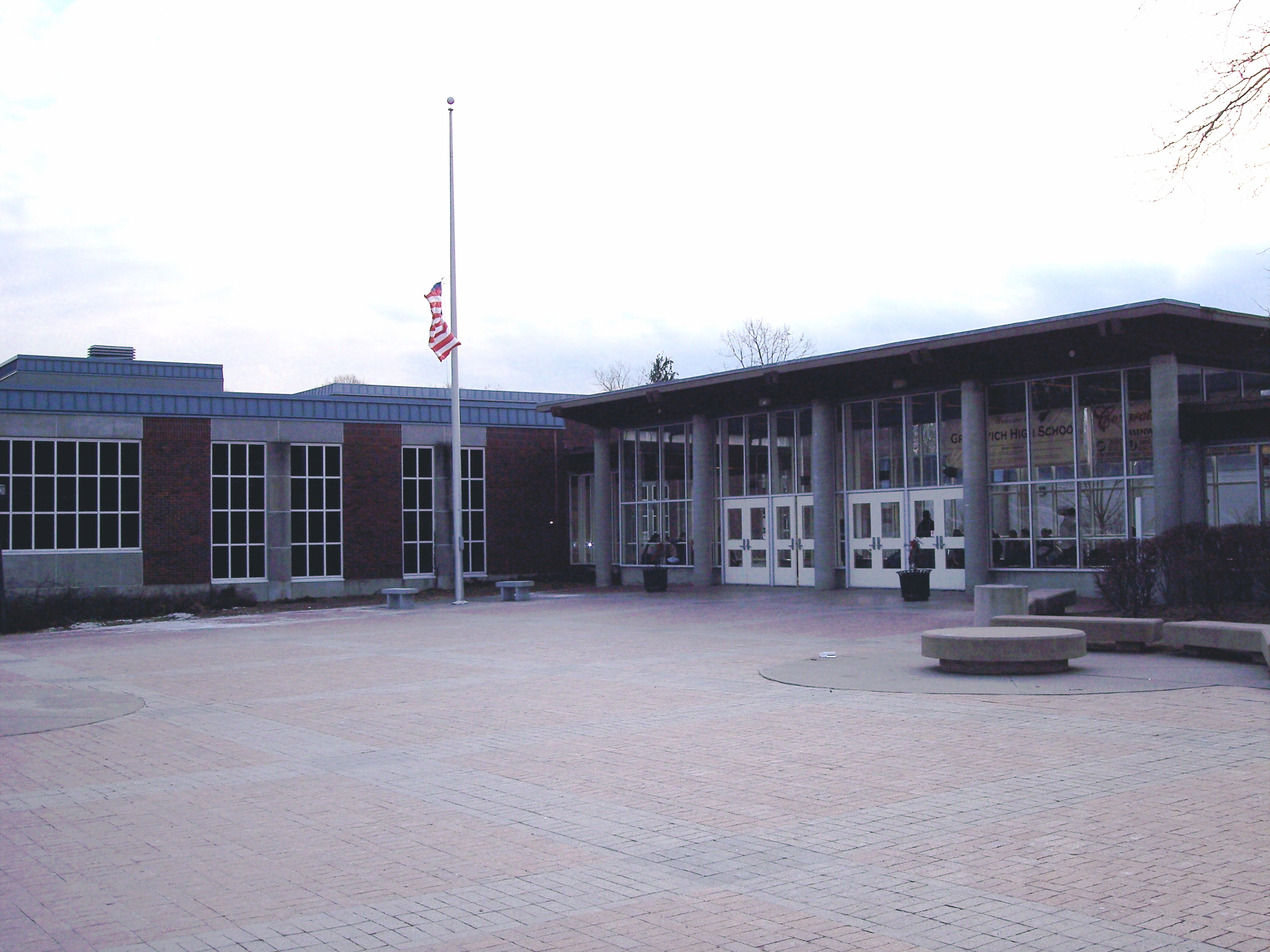
Escuela de Bachillerato de Greenwich (Greenwich High School)

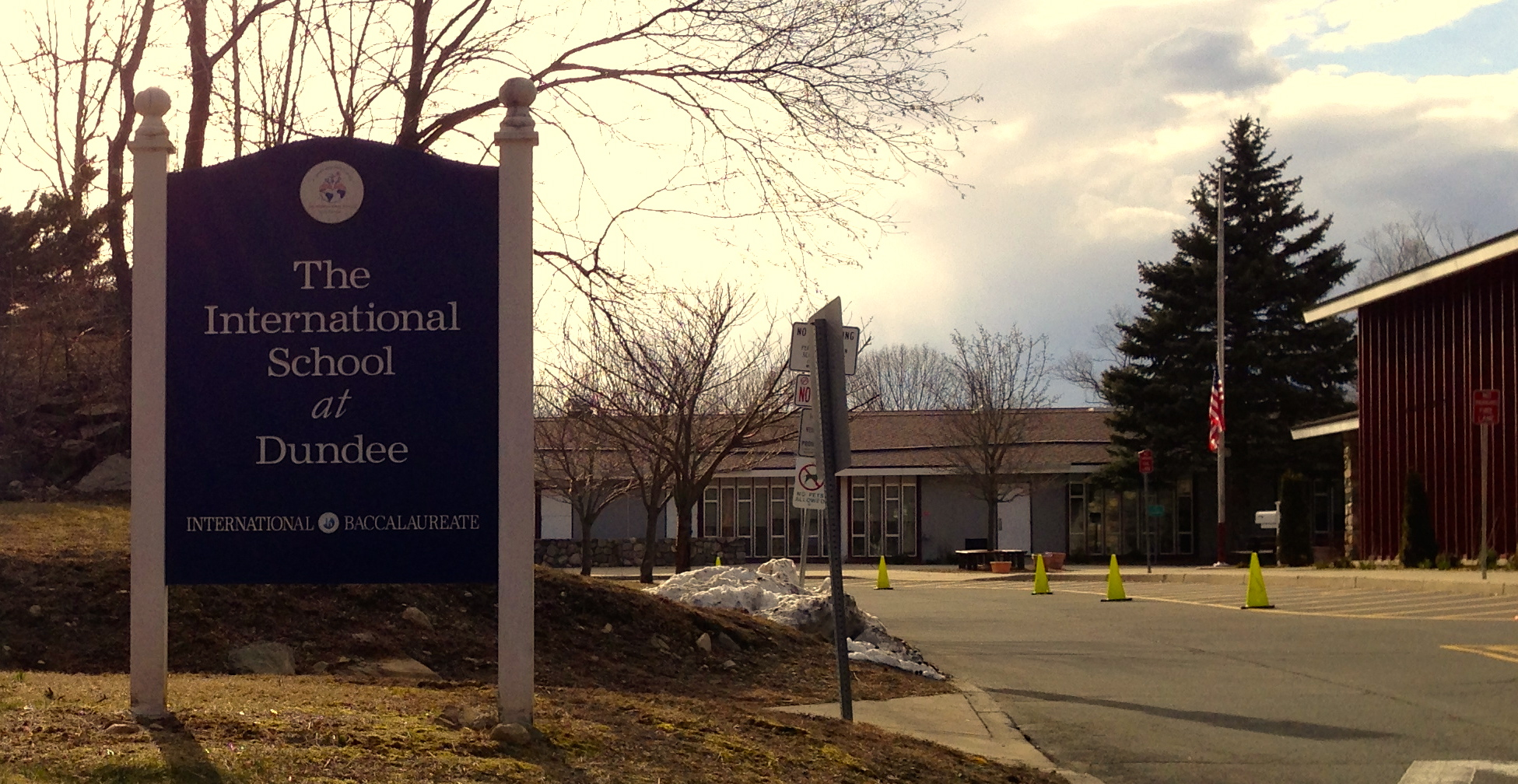
The International School at Dundee (EN)

Las Escuelas Públicas de Greenwich (Greenwich Public Schools, GPS) es un distrito escolar de Connecticut. Tiene su sede en Greenwich.
A partir de 2012, las escuelas primarias del distrito tiene una demografía de segregación racial que similar de la segregación racial del pueblo. Dos escuelas primarias, New Lebanon y Hamilton Avenue, tenían una concentración de estudiantes hispanos. Una ley de diversidad racial del Estado de Connecticut requiere que el porcentaje de un grupo étnico en una escuela no es diferente del porcentaje del distrito por más del 25%. A partir de 2013, GPS no fue en cumplimiento, y fue en busca de soluciones.
El Havemeyer Building tiene la oficina de la programa de preescolar. La Escuela Imán y otras escuelas tiene las clases preescolar.